# جامو و کشمیر (ایالت)
جامو و کشمیر ایالتی پیشین در شمال غربی هندوستان است. مرکز تابستانی این ایالت شهر سرینگار و مرکز زمستانی آن شهر جامو است.
بیشتر خاک این ایالت در رشته کوه‌های هیمالایا قرار گرفته‌است. این ایالت از شمال شرقی با جمهوری خلق چین مرزهای مشترک دارد و با ایالت‌های هیماچال پرادش و پنجاب هند از جنوب و بخش تحت نظارت پاکستان ِ کشمیر معروف به کشمیر آزاد و گلگت-بلستان از غرب و جنوب غرب هم‌مرز است. جامو و کشمیر در گذشته بخشی از حکومتِ امیرنشین تحت‌الحمایهِ بریتانیایِ کشمیر و جامو بود. بر سر حاکمیت این منطقه بین کشورهای چین، هند و پاکستان مناقشه است و هر یک بخش‌هایی از آن را تحت کنترل خود دارند. ایالت جامو و کشمیر که پرجمعیت‌ترین بخش کشمیر است تحت کنترل هند قرار دارد و توسط پاکستان به‌نام کشمیر اشغال‌شده هند نامیده می‌شود. هندی‌ها هم به‌طور متقابل بخش پاکستانی کشمیر را کشمیر اشغال‌شده پاکستان می‌خوانند. منطقه اقصای چین در شمال کشمیر هم که تحت تصرف چین است مورد ادعای هند بوده و دولت هندوستان آن را جزو ایالت جامو و کشمیر می‌داند.
ایالت جامو و کشمیر به سه ناحیه تقسیم می‌شود: جامو، دره کشمیر و لِداخ. این ایالت دارای جاذبه‌های گردشگری بی‌شماری است. به «دره کشمیر» به سبب دورنماهای زیبا و رشته‌کوه‌های شگفت، « بهشت روی زمین» گفته می‌شود. و «جامو» به «محل معابد جذاب» معروف است که همه ساله صدها هزار زائر هندو آن‌ها را زیارت می‌کنند. «لداخ» نیز به سبب کوه‌های دور از دسترس و زیبا و همچنین فرهنگ بودایی به « تبت کوچک» شهره است.
جمعیت این ایالت در سرشماری سال ۲۰۱۱ بیش از ۱۲٬۵۴۸٬۹۲۶ نفر بوده‌است. سرینگار با ۱٬۱۹۲٬۷۹۲ نفر و جامو با ۹۵۱٬۳۷۳ نفر پرجمعیت‌ترین شهرهای این ایالت هستند. جامو و کشمیر تنها ایالت هند با اکثریت مسلمان است. ۶۷٪ جمعیت این ایالت پیرو اسلام هستند و در دره کشمیر این آمار به ۹۵٪ می‌رسد. این ایالت اجتماع پرتحرکی از هندوها، سیکها و بوداییها را داراست.
بیشتر مردم جامو و کشمیر به زبان‌های کشمیری، اردو، دوگری، پاهاری، بالتی، لاداکی، پنجابی، گوجری، و دادری صحبت می‌کنند. اما زبان اردو با الفبای اردو زبان اداری این ایالت است و اغلب مردم به زبان‌های هندی و انگلیسی به‌عنوان زبان دوم تکلم می‌کنند.

## حقوق بشر

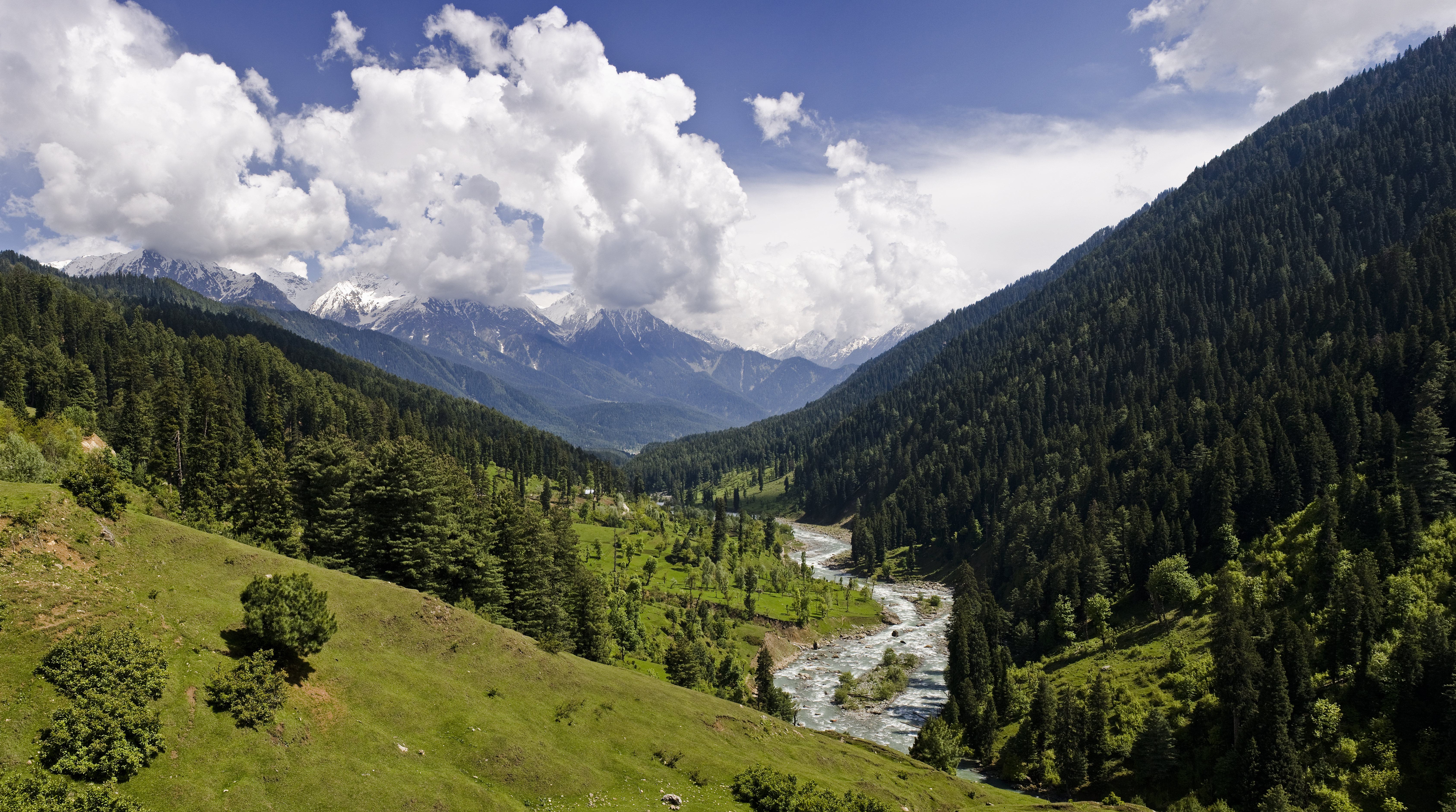
منظره ای از دره پاهالگام

ناحیه کشمیر مورد ادعای هند و پاکستان است. هر دو کشور به‌طور جداگانه بخش‌هایی از این منطقه را اداره می‌کنند و این مناطق توسط خط کنترل از هم جدا شده‌اند.
این مناطق از زمان استقلال پاکستان، مورد منازعه هند و پاکستان بوده و چند دفعه باعث درگیری بین دو کشور شده است
هند این مناطق را جزئی از خود میداند در صورتی که این مناطق مسلمان نشین است و پاکستان خواستار آزادی و یا الحاق به خاک خود شده است
گاندی رهبر هند نیز در زمان حیاتش خواستار این بود که خود مردم کشمیر خود تصمیم بگیرند به کدام کشور الحاق میشوند اما اکنون دولت هند برای منافع بسیار زیاد این مناطق از انتخابات سرباز میزند
علاوه بر این در این بین بیش از ۱۱ هزار زن مسلمان مورد تجاوز توسط سربازان ارتش هند قرار گرفته اند و در سال ۲۰۱۶ تجاوز مرد هندی به دختر ۸ ساله ای خشم دولت و مردم پاکستان، کشمیر و تمام مردم و کشورهای مسلمان را برانگیخت، احزاب و کشور های مختلف اسلامی بارها خواستار رسیدگی نهاد های حقوق بشری به مسئله کشمیر شده اند اما تاکنون بی نتیجه بوده است

## ناآرامی‌های ۲۰۱۶ کشمیر
ناآرامی‌های ۲۰۱۶ کشمیر شامل مجموعه‌ای از اعتراضاتی است که پس از قتل برهان مظفر وانی، در منطقه مسلمان‌نشین کشمیر در ایالت جامو و کشمیر رخ داد. برهان وانی فرمانده نظامی گروه جدایی طلب حزب المجاهدین بود و ناآرامی‌ها در اثر کشتن وی توسط نیروهای امنیتی هند در تاریخ ۸ ژوئیه ۲۰۱۶ به وجود آمد. با کشته شدن وانی، اعتراضات در ده بخش کشمیر شروع شد و این اعتراضات شامل حمله به نیروهای امنیتی بود. ظرف چهار روز، یک پلیس و ۴۳ نفر از معترضین کشته شدند و ۳۰۰ نفر دیگر زخمی شدند و پس از آن مقررات منع آمد و شد و برقرار گردید.
دراین نا آرامی‌ها تا تاریخ ۱۶ ژوئیه ۴۳ غیرنظامی کشته و بیش از ۳۱۰۰ نفر زخمی شدند. هم چنین در اثر انفجار نارنجک دو پلیس کشته و ۴ پلیس دیگر زخمی شدند. به گفته اطبای محلی حداقل ۱۱۷ جدایی طلب بینایی خود را در اثر شلیک تفنگ ساچمه‌زنی از دست داده‌اند. در بین شهروندان آسیب دیده کودک، زن و افراد کهنسال نیز دیده می‌شود. بر اساس گزارش‌ها، در بین افراد آسیب دیده ۱۵۰۰ نفر از نیروهای امنیتی نیز وجود دارند.

## لغو خودمختاری کشمیر

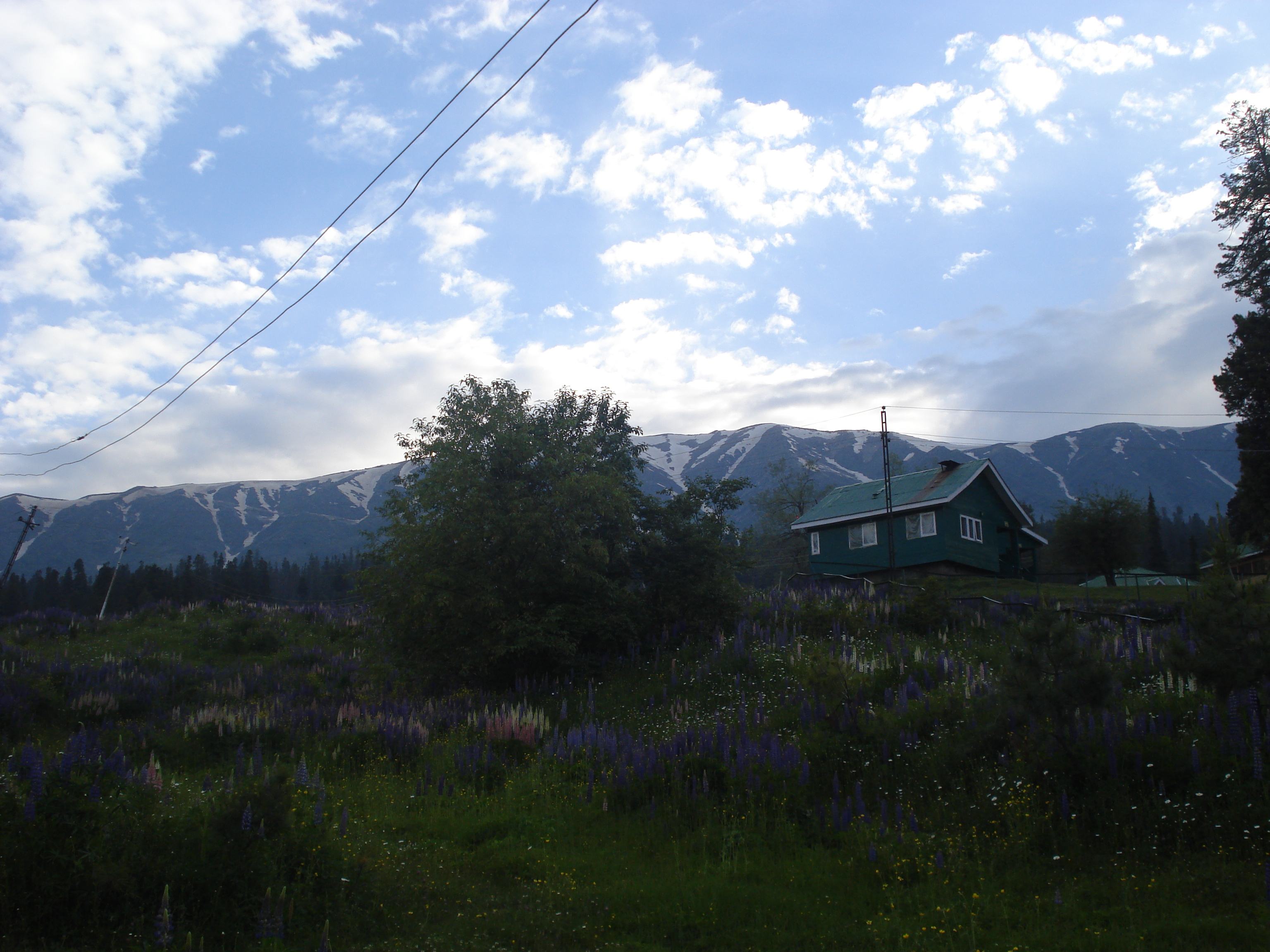
گولمارگ سرینگر

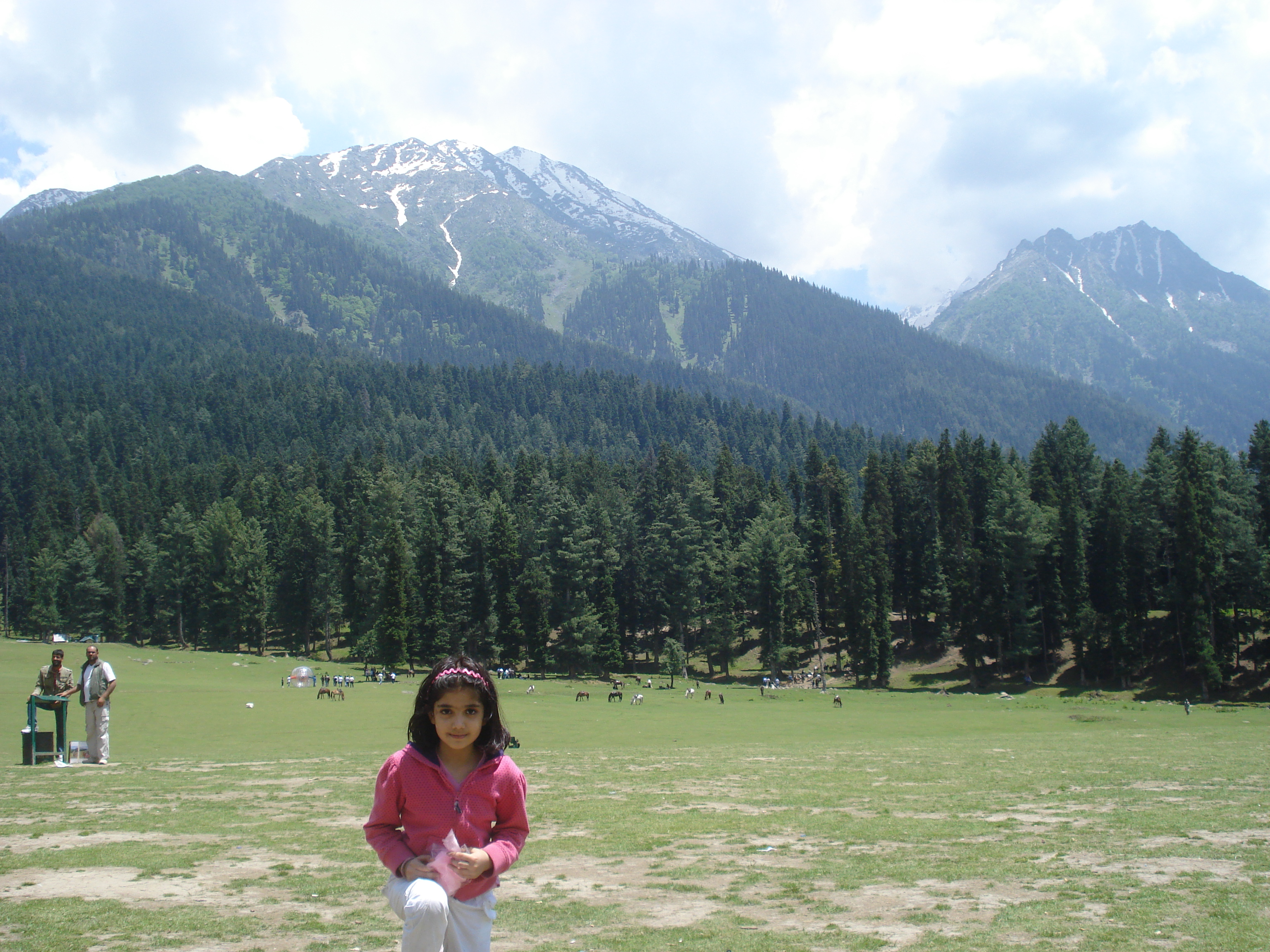
پهلگان جامو

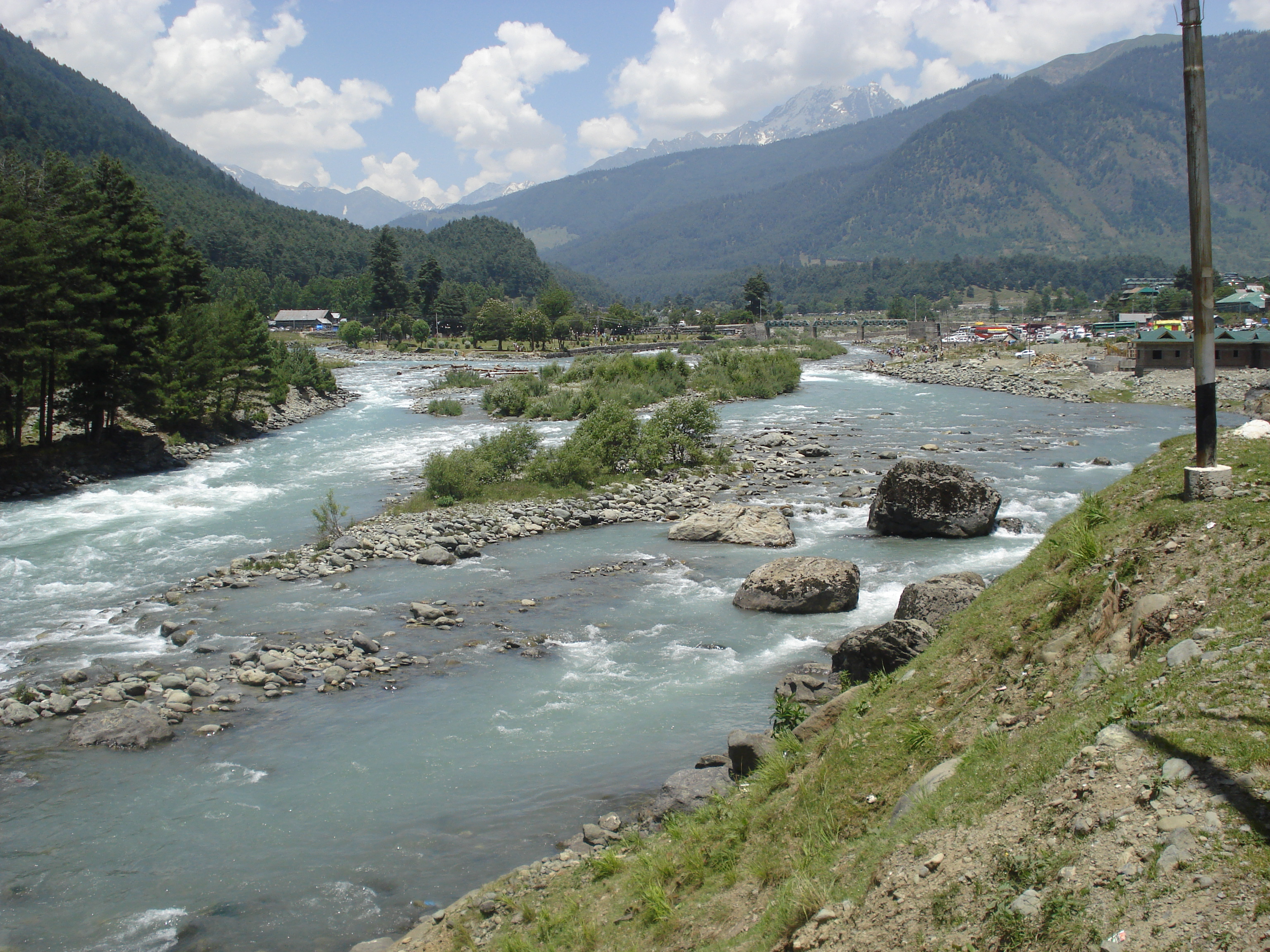

«آمیت شاه» وزیر کشور هند روز دوشنبه در پارلمان این کشور، خبر لغو وضعیت خودمختاری ایالت جامو و کشمیر و پایان دادن به بند ۳۷۰ قانون اساسی هند را اعلام کرده بود. طبق این تصمیم قرار است جامو و کشمیر به دو منطقه به نام‌های جامو و کشمیر با پارلمان محلی و «لداک» بدون پارلمان محلی تقسیم شود. بر اساس تصمیم دولت هند، بند ۳۷۰ قانون اساسی این کشور که به غیر از مسائل دفاعی، خارجی و مالی، بقیه اختیارات جامو و کشمیر را به پارلمان محلی واگذار می‌کرد، لغو شد. از دهه ۱۹۵۰ میلادی جامو و کشمیر که بر سر مناطقی از آن اختلاف‌های ارضی بین دهلی نو، اسلام آباد و پکن وجود دارد، ایالتی خودمختار بود و لغو این خودمختاری با واکنش تند پاکستان مواجه شده است.

## نگارخانه

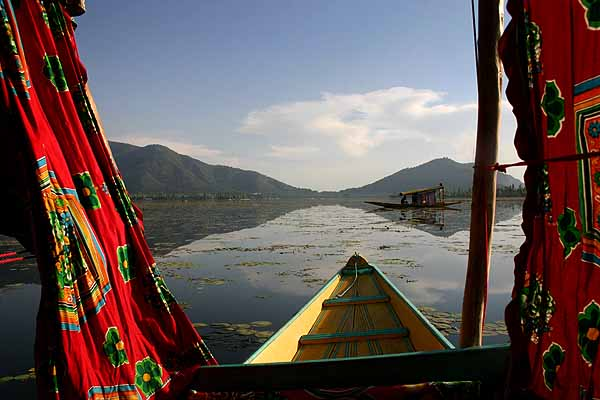
دریاچه معروف دال. در کشمیر برخی از خانه‌ها بر روی قایق‌های کوچک ساخته شده‌اند.
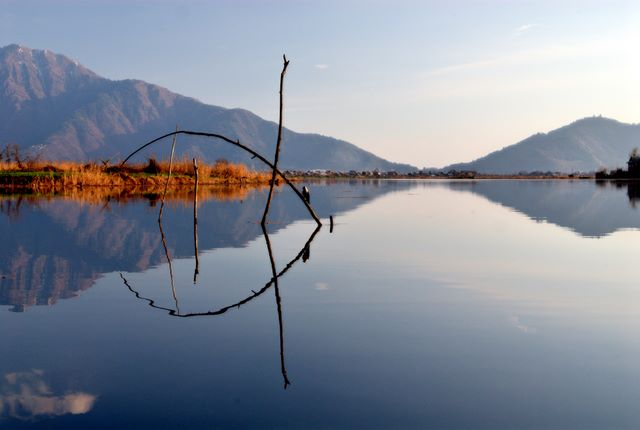
دریاچه نگین (Nageen Lake)
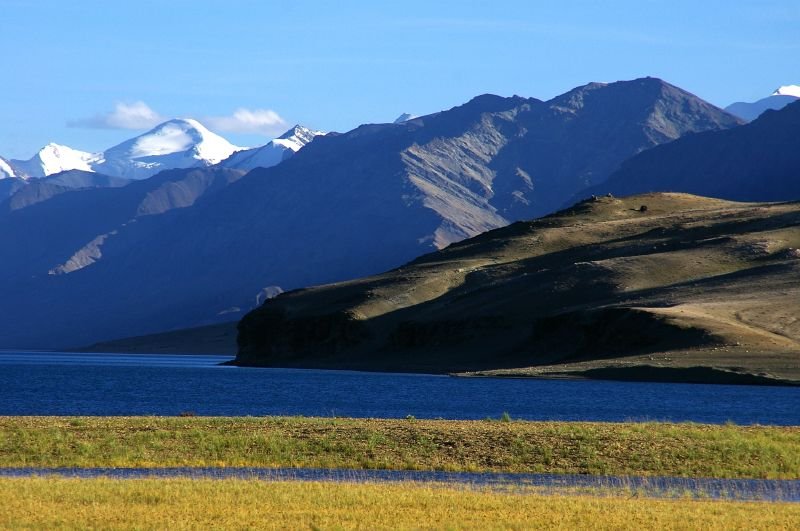
دریاچه تسو میروری در لداخ.
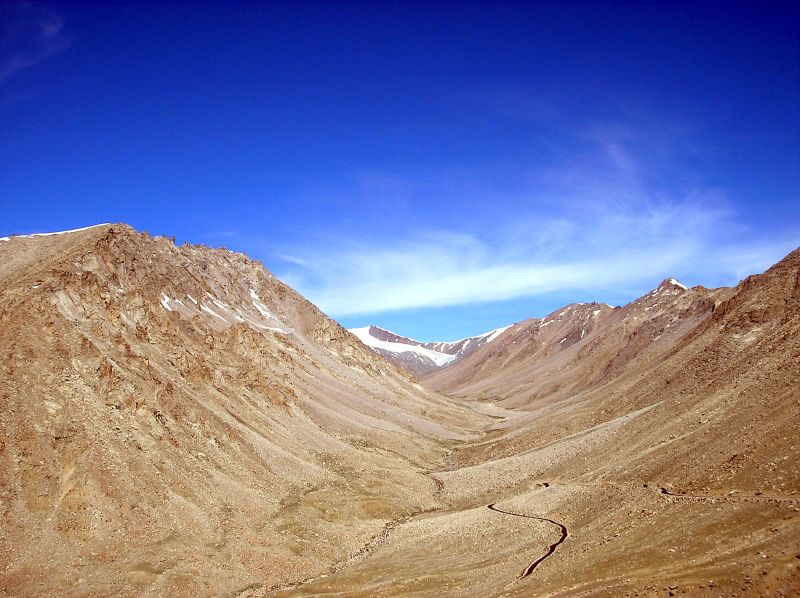
دره کشمیر و دورنمای هیمالیا.
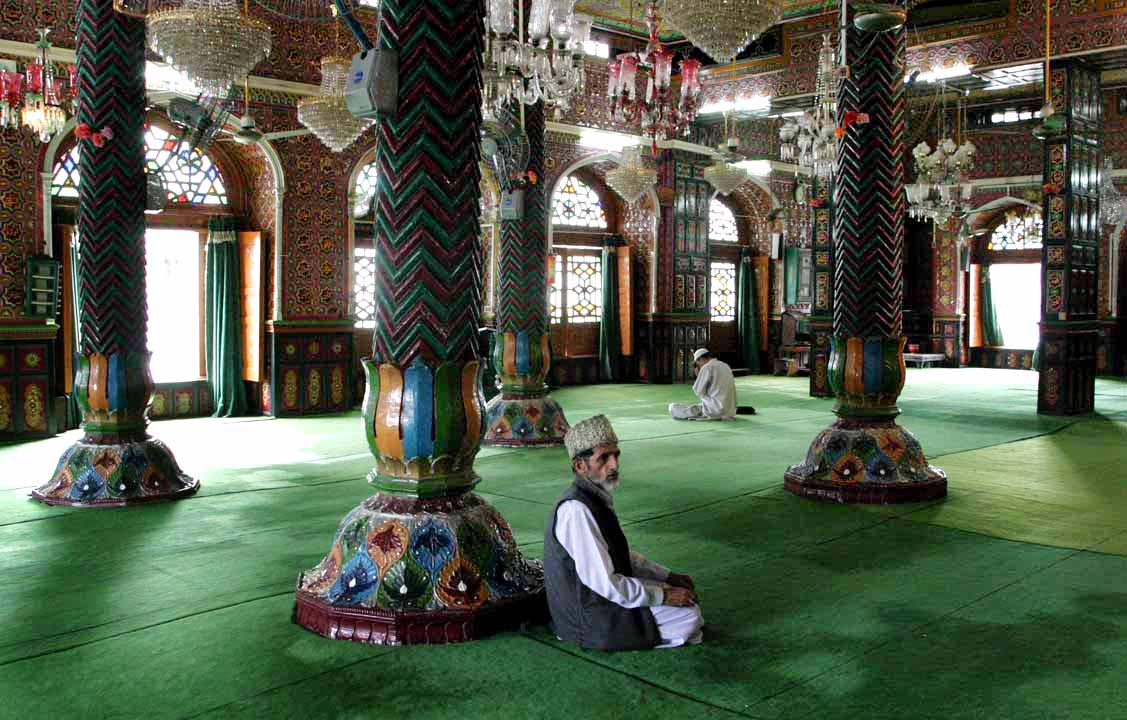
مسجدی در سرینگار.
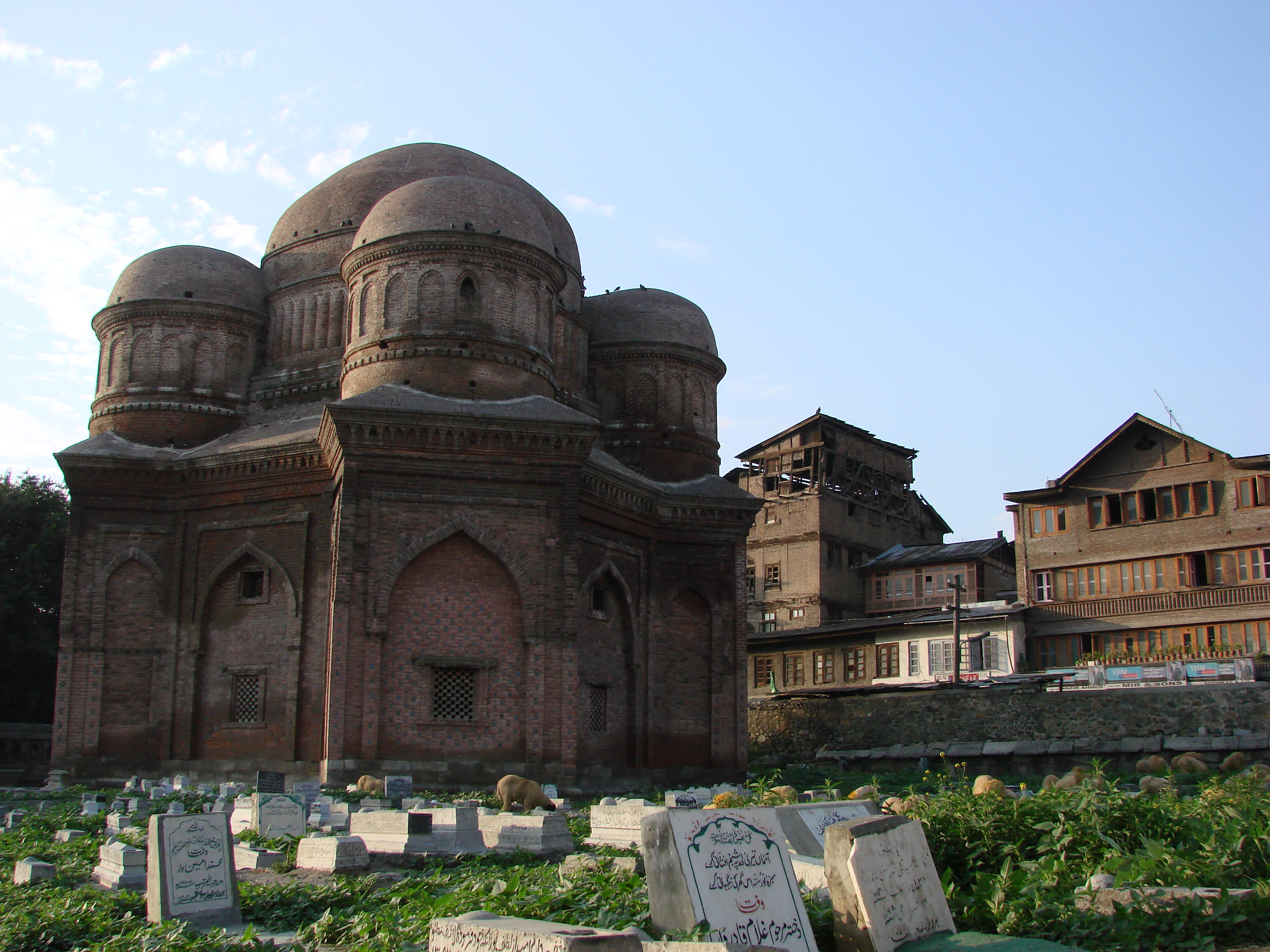
معبد بودایی در سرینگار.
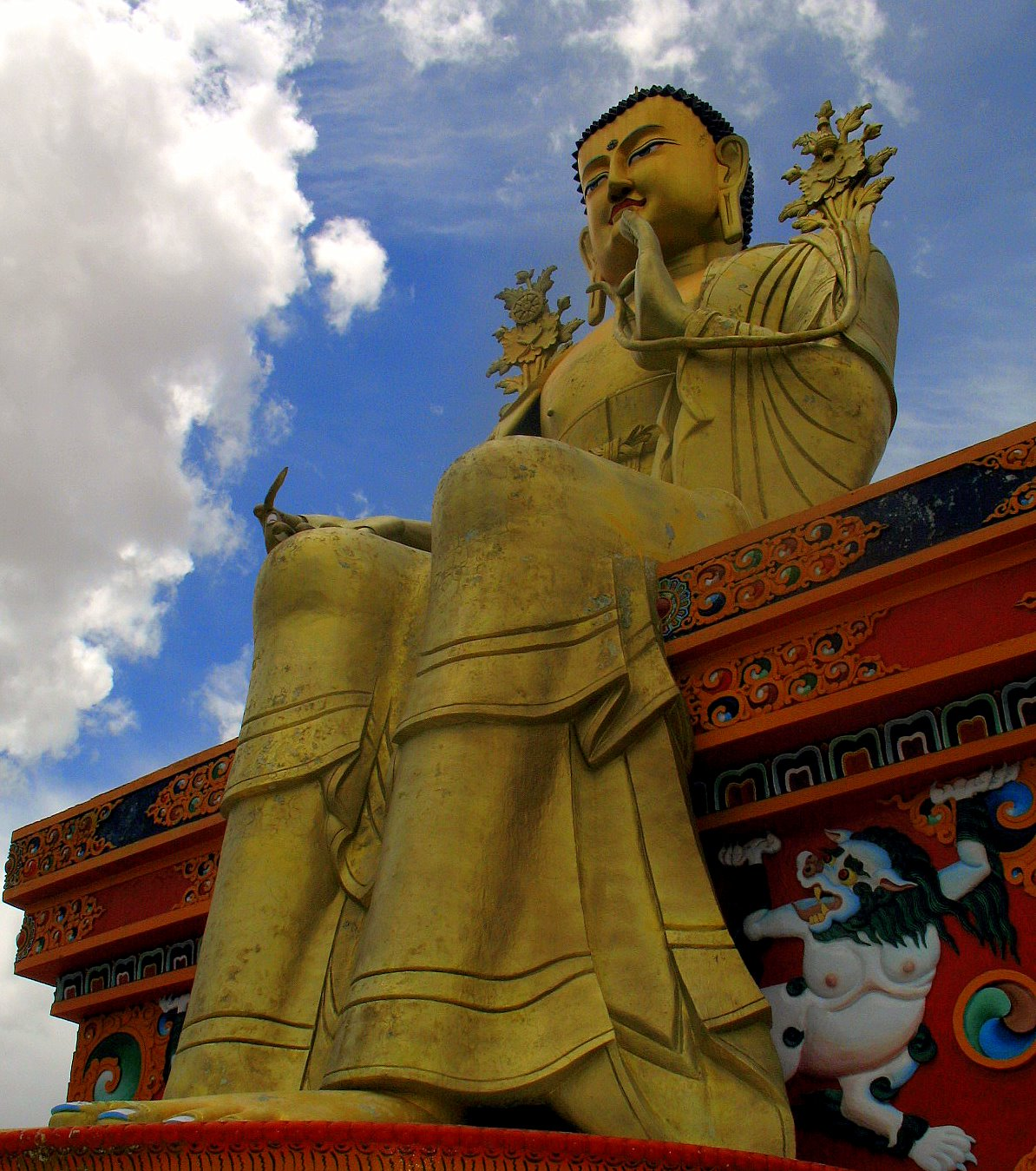
بوداگرایی جزء لاینفک فرهنگ لداخ است. مجسمه بودا در لیکیر بر فراز خانه راهبان بودایی.
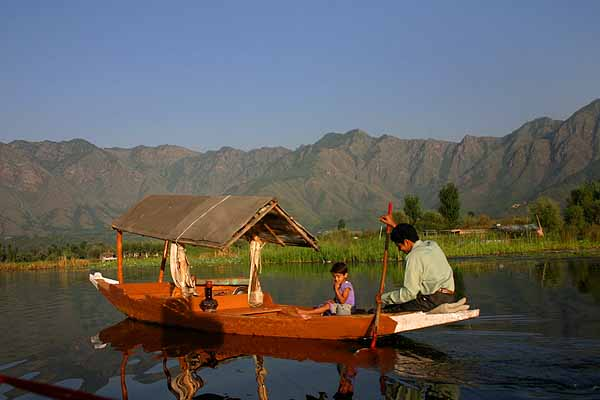
بلم‌های چوبی یا خانه‌های قایقی موسوم به شیکاره بخشی از منظره دریاچه‌ها و رودخانه‌های دره کشمیر را تشکیل می‌دهند.
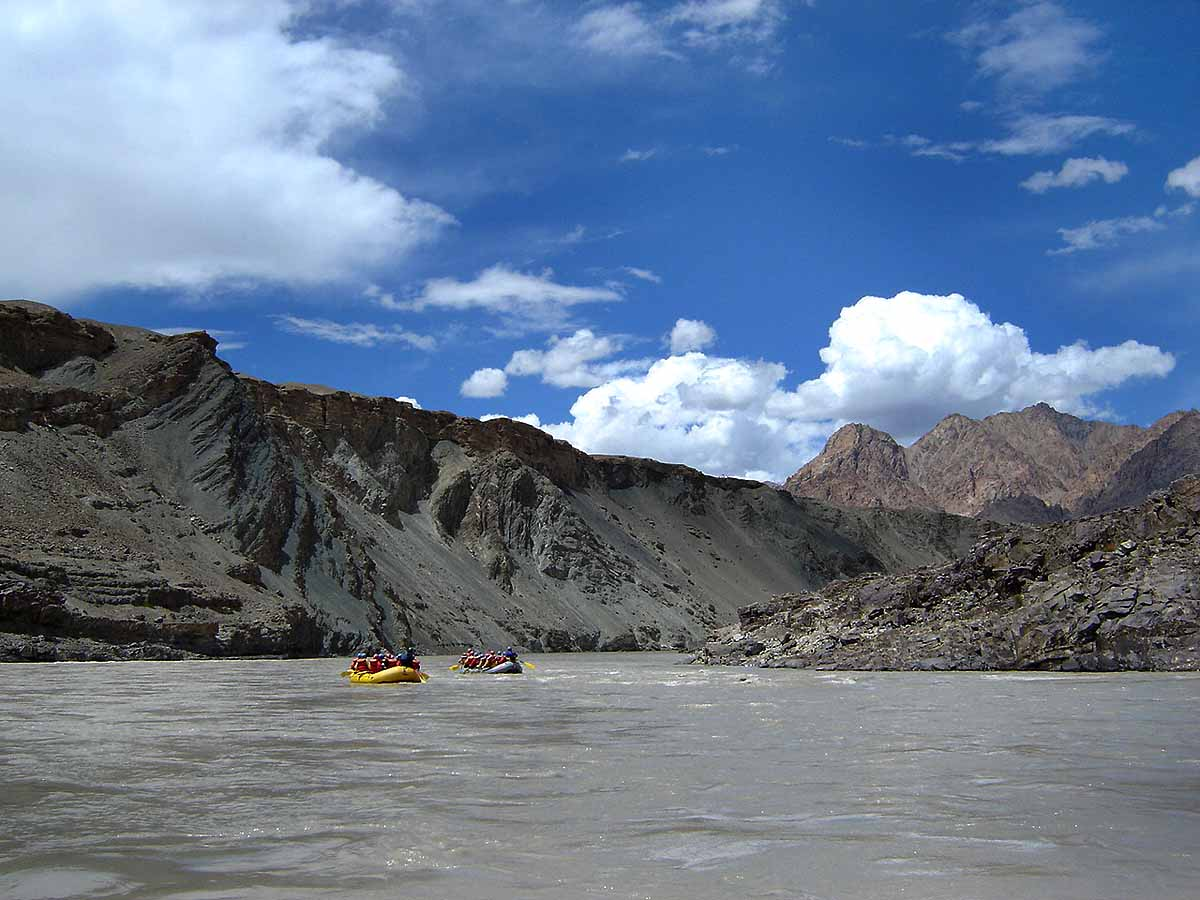
سفر با قایق چوبی در رودخانه زنسکار.
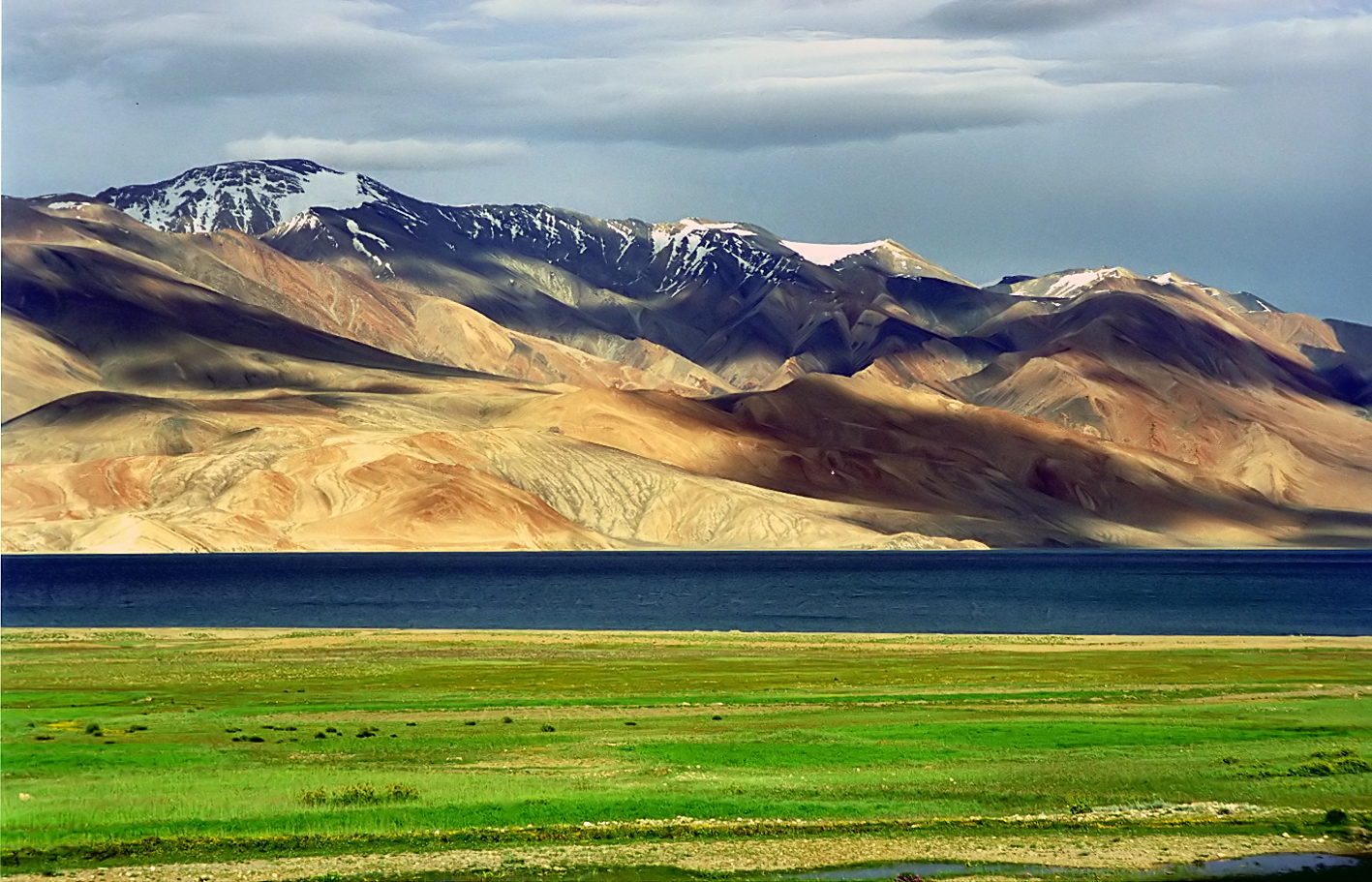
دریاچه مرتفع تاسو میروری در لداخ.